# アゾキシメタン
アゾキシメタン(Azoxymethane)は、生物学研究に用いられる発癌性物質、神経毒である。アゾメタンのアミンオキシドである。特に結腸癌を効率的に誘導する。